# Latest Record Project: Volume 1
Latest Record Project: Volume 1 es un doble álbum de estudio del músico norirlandés Van Morrison, publicado el 7 de mayo de 2021. El doble álbum, con un total de 28 canciones, alcanzó el puesto cinco en la lista de discos más vendidos del Reino Unido, su posición más alta desde la publicación de Roll with the Punches en 2017.

## Lista de canciones
| Disco 1 |                                   |          |  |
| N.º     | Título                            | Duración |  |
| 1.      | «Latest Record Project»           | 5:06     |  |
| 2.      | «Where Have All the Rebels Gone?» | 4:13     |  |
| 3.      | «Psychoanalysts' Ball»            | 5:17     |  |
| 4.      | «No Good Deed Goes Unpunished»    | 3:08     |  |
| 5.      | «Tried to Do the Right Thing»     | 4:42     |  |
| 6.      | «The Long Con»                    | 6:59     |  |
| 7.      | «Thank God for the Blues»         | 5:01     |  |
| 8.      | «Big Lie»                         | 3:41     |  |
| 9.      | «A Few Bars Early»                | 4:52     |  |
| 10.     | «It Hurts Me Too»                 | 3:03     |  |
| 11.     | «Only a Song»                     | 4:00     |  |
| 12.     | «Diabolic Pressure»               | 5:27     |  |
| 13.     | «Deadbeat Saturday Night»         | 3:13     |  |
| 14.     | «Blue Funk»                       | 4:21     |  |
| 63:03   |                                   |          |  |

| Disco 2 |                                   |          |  |
| N.º     | Título                            | Duración |  |
| 15.     | «Double Agent»                    | 4:52     |  |
| 16.     | «Double Bind»                     | 5:23     |  |
| 17.     | «Love Should Come with a Warning» | 4:03     |  |
| 18.     | «Breaking the Spell»              | 3:28     |  |
| 19.     | «Up County Down»                  | 4:54     |  |
| 20.     | «Duper's Delight»                 | 6:12     |  |
| 21.     | «My Time After a While»           | 6:15     |  |
| 22.     | «He's Not the Kingpin»            | 4:07     |  |
| 23.     | «Mistaken Identity»               | 4:26     |  |
| 24.     | «Stop Bitching, Do Something»     | 5:06     |  |
| 25.     | «Western Man»                     | 3:32     |  |
| 26.     | «They Own the Media»              | 3:12     |  |
| 27.     | «Why Are You on Facebook?»        | 4:55     |  |
| 28.     | «Jealousy»                        | 4:16     |  |
| 64:41   |                                   |          |  |

## Posición en listas
| País                            | Posición |
| ------------------------------- | -------- |
| Australia (ARIA)                | 41       |
| Alemania (Offizielle Top 100)   | 3        |
| Austria (Ö3 Austria)            | 4        |
| Bélgica (Ultratop flamenca)     | 8        |
| Bélgica (Ultratop valona)       | 81       |
| Países Bajos (Album Top 100)    | 4        |
| Estados Unidos (Billboard 200)  | 182      |
| Irlanda (OCC)                   | 48       |
| Italia (FIMI)                   | 43       |
| Escocia (Scottish Albums Chart) | 4        |
| Suecia (Sverigetopplistan)      | 29       |
| Suiza (Schweizer Hitparade)     | 6        |
| Reino Unido (UK Albums Chart)   | 5        |